# 海伊波因特 (佛羅里達州)
海伊波因特（英語：Highpoint）是位於美國佛羅里達州皮尼拉斯縣的一個非建制地區。該地的面積和人口皆未知。

## 地理
海伊波因特的座標為27°55′00″N 82°42′47″W / 27.91667°N 82.71306°W，而該地的平均海拔高度為4米（即13英尺）。